# Fun Home
Fun Home è un musical con testi di Lisa Kron e musiche di Jeanine Tesori basato sull'omonimo graphic novel di Alison Bechdel. Il musical, debuttato nell'Off-Broadway nel 2013, ha aperto a Broadway nel 2015 con recensioni estremamente positive. Così come l'opera della Bechdel, il musical racconta della scoperta della propria omosessualità da parte della protagonista, del suo rapporto difficile con il padre e dei misteri legati alla sua infanzia e adolescenza. Fun Home, il primo musical di Broadway con una protagonista lesbica, si sviluppa in una serie di vignette che, seguendo una trama non lineare, ripercorrono la vita di Alison a dieci anni, a venti e a quaranta.
Dopo numerosi workshop e letture pubbliche all'Ojai Playwrights Conference, al Sundance Institute e al Public Theater, il musical debuttò nell'Off Broadway nel settembre 2013 e rimase in cartellone fino al gennaio successivo. Questa produzione, in scena al Public Theater, vinse tre dei nove Lucille Lorterl Award a cui è stata candidata (tra cui quello per il miglior musical) e due Obie Award, oltre ad essere candidata a otto Drama Desk Award e al prestigioso Premio Pulitzer per la drammaturgia.
Successivamente, Fun Home debuttò a Broadway nell'aprile 2015, con anteprime da marzo, e rimase in scena per 19 mesi, prima di chiudere nel settembre 2016. Il successo di pubblico fu confermato anche dalla critica, che gli aggiudicò cinque Tony Award, tra cui quello al miglior musical. Dall'autunno del 2016 il musical è andato in tournée negli Stati Uniti, mentre nell'estate del 2018 Fun Home ha debuttato a Londra.

## Trama
Mentre lavora sul suo libro di memorie, la fumettista quarantaduenne Alison Bechdel ricorda due diversi periodi della sua vita. Il primo è l'infanzia, quando aveva dieci anni e doveva fare i conti con le pretese del difficile padre Bruce, che la costringeva ad indissare vestiti più femminili di quanto piacessero alla piccola Alison (Small Alison). Il secondo periodo è il primo anno di college, dove Alison adolescente (Medium Alison) realizza di essere lesbica e fa coming out.
Mentre fruga in uno scatolone di roba del padre, Alison ricorda se stessa da bambina mentre chiedeva di giocare a fare l'aeroplano con Bruce, mentre l'uomo rovistava in una scatola trovata ne granaio (It All Comes Back). Bruce annuncia che una donna dal club storico locale sta venendo in visita per ammirare la loro ornatissima casa vittoriana che lui stesso ha ristrutturano e la moglie Helen dà direttive ai bambini (Alison e i suoi fratellini Christian e John) affinché la casa rispecchi gli elevati standard che il padre si aspetta (Welcome to Our House on Maple Avenue). Appena iniziato il college, Medium Alison scrive al padre per esprimere la sua preoccupazione (Not to Bad); Small Alison e i fratelli giocano nell'impresa di pompe funebri di famiglia, girando uno spot immaginario per pubblicizzare la Funeral Home dei Bechdel (Come to the Fun Home). Medium Alison cerca di farsi forza davanti alla porta dell'associazione studentesca LGBT della sua università e resta affascinata da Joan, a cui confida la recente scoperta della propria omosessualità. Nel passato, Bruce invita il giovane Roy, un tuttofare, nel suo studio e cerca di sedurlo, mentre la moglie Helen suona il piano nella stanza accanto, cercando di ignorarlo (Helen's Etude).
Medium Alison scrive una lettera ai genitori per parlare della sua vita al college, ma non fa cenno a Joan o alla sua sessualità. Bruce intanto costringe Small Alison ad indossare un vestito per una festa, anche se la bambina preferirebbe portare dei jeans: il padre le dice che gli altri bambini rideranno di lei e la piccola Alison, riluttante, accetta il vestito da signorina (Party Dress). Medium Alison ha finalmente scritto una lettera per i genitori sulla propria sessualità, ma non sa se la vuole davvero mandare; Joan la convince baciandola e le due fanno sesso, un'esperienza elettrizzante per Medium Alison (Changing My Major).
Alison Bechdel da adulta comincia a considerare la connessione tra il suo coming out e il suicidio del padre. Small Alison disegna una mappa per compito, il padre è colpito dal suo talento, ma si infuria quando la bambina non accetta i suoi suggerimenti su come migliorare il lavoro (Maps). Bruce dà un passaggio a un minorenne, gli offre una birra e, probabilmente, fa sesso con lui; Medium Alison scrive ancora ai suoi perché non ha ricevuto una risposta alla missiva in cui annunciava il suo coming out; Small Alison guarda La famiglia Partridge in TV e il padre, nervoso, la spegne. Bruce sta per andare da uno psichiatra e litiga con Helen; per distrarsi, Small Alison immagina una famiglia come quella del programma che stava vedendo (Raincoat of Love).
Alison ricorda una volta in cui il padre portò lei, John e Chrisian a New York, a vedere A Chorus Line a Broadway. Una notte in albergo Small Alison si accorge che il padre sta uscendo e l'uomo le dice che sta solo andando a comparare un giornale e le canta una ninnananna (Pony Girl). Col senno di poi, Alison realizza che il padre stava uscendo in cerca di uomini. Medium Alison è seccata dalla lettera che ha ricevuto dal padre, che etichetta la sua sessualità come una fase, comune negli adolescenti. In una tavola calda col padre, Small Alison vede una donne delle consegne chiaramente lesbica e avverte un'inspiegabile comunanza con lei (Ring of Keys). 
Medium Alison telefona a casa per avere una risposta più soddisfacente e la madre le rivela che Bruce ha relazioni con uomini e ragazzi e le due donne Bechdel approfondiscono il discorso quando Madium Alison porta a casa Joan per le vacanze (Days and Days). Joan, Medium Alison e Bruce passano una serata piacevole intorno al pianoforte, al termine della quale il padre chiede alla figlia di fare un giro in macchina con lui. Alison realizza che la versione di sé stessa da studentessa è scomparsa e sale in macchina con Bruce. Durante il giro, entrambi cercano di esprimere i propri sentimenti, ma nessuno dei due ci riesce (Telephone Wire).
Incapace di gestire sé stesso e la propria rabbia, Bruce si uccide gettandosi sotto un camion (Edges of the World). Riconciliatasi con il suo passato, Alison ricorda i momenti belli con il padre, come quando giocava a fare l'aeroplano con Bruce, che la teneva sollevata da terra con i piedi mentre da piccola Alison librava come un aereo sopra di lui (Flying Away).

## Personaggi ed interpreti
| Personaggio                | Descrizione                                                | Off Broadway, 2013 | Broadway, 2015    | Sostituzioni notevoli | Tour statunitense, 2016 | Londra, 2018                   |
| -------------------------- | ---------------------------------------------------------- | ------------------ | ----------------- | --------------------- | ----------------------- | ------------------------------ |
| Alison Bechdel             | Fumettista lesbica, protagonista e narratrice del musical. | Beth Malone        | Beth Malone       | Beth Malone           | Katherine Shindle       | Kaisa Hammerlund               |
| "Small" Alison             | Alison da bambina di circa dieci anni.                     | Sydney Lucas       | Sydney Lucas      | Gabriella Pizzolo     | Alessandra Baldacchino  | Brooke Haynes Harriet Turnbull |
| "Medium Alison"            | Alison adolescente, al primo anno di college               | Alexandra Socha    | Emily Skeggs      | Emily Skeggs          | Abby Corrigan           | Eleanor Kane                   |
| Bruce Bechdel              | Padre di Alison, Christian e John, omosessuale represso    | Michael Cerveris   | Michael Cerveris  | Michael Cerveris      | Robert Petkoff          | Zubin Varla                    |
| Helen Bechdel              | Madre di Alison, insegnante di pianoforte                  | Judy Kuhn          | Judy Kuhn         | Rebecca Luker         | Susan Moniz             | Jenna Russell                  |
| Joan                       | Primo amore di Alison                                      | Roberta Colindrez  | Roberta Colindrez | Roberta Colindrez     | Karen Eilbacher         | Cherrelle Skeete               |
| Roy/Mark/Pete/Bobby Jeremy | Ragazzi sedotti da Bruce                                   | Joel Perez         | Joel Perez        | Joel Perez            | Robert Hager            | Ashley Samuels                 |
| John Bechdel               | Fratelli di Alison                                         | Noah Hinsdale      | Noah Hinsdale     | Zell Morrow           | Lennon Nate Hammond     | Eddie Martin Ramsay Robertson  |
| Christian Bechdel          | Fratelli di Alison                                         | Griffin Birney     | Oscar Williams    | Gay Cole              | Pierson Salvador        | Charlie McLellan Archie Smith  |

## Numeri musicali
- "It All Comes Back" - Cast
- "Welcome to our House on Maple Avenue" - Helen, Small Alison, John, Christian, Bruce
- "Come to the Fun Home" - Small Alison, John, Christian
- "Helen's Etude" - Helen, Bruce, Roy, Small Alison, John, Christian
- "Al for Short" - Small Alison (eliminata nella produzione di Broadway)
- "Changing my Major" - Medium Alison
- "Maps" - Bruce, Medium Alison
- "Raincoat of Love" - Cast
- "Pony Girl" - Bruce
- "Ring of Keys" - Small Alison
- "Days and Days" - Helen
- "Telephone Wire" - Bruce, Alison
- "Edges of the World"—Bruce
- "Flying Away (Finale)" - Alison, Small Alison, Medium Alison

## Riconoscimenti
Laurence Olivier Award (2019)
- Nomination Miglior nuovo musical
- Nomination Miglior attore in un musical a Zubin Varla
- Nomination Eccellenza nella musica a Jeanine Tesori e Lisa Kron

Grammy Award (2016)
- Nomination Miglior album di un musical teatrale

Tony Award (2015)
- Miglior musical
- Miglior libretto di un musical a Lisa Kron
- Miglior colonna sonore originale a Lisa Kron e Jeanine Tesori
- Miglior attore protagonista in un musical a Michael Cerveris
- Nomination Miglior attrice protagonista in un musical a Beth Malone
- Nomination Miglior attrice non protagonista in un musical a Judy Kuhn
- Nomination Miglior attrice non protagonista in un musical a Sydney Lucas
- Nomination Miglior attrice non protagonista in un musical a Emily Skeggs
- Miglior regia di un musical a Sam Gold
- Nomination Migliori orchestrazioni a John Clancy
- Nomination Miglior scenografia di un musical a David Zinn
- Nomination Miglior Lighting Design di un musical a Ben Stanton

Theatre World Award (2015)
- Miglior debutto a Sydney Lucas
- Miglior debutto a Emily Skeggs

Premio Pulitzer (2014)
- Nomination Premio Pulitzer per la drammaturgia

New York Drama Critics' Circle (2014)
- Miglior musical

Outer Critics Circle Award (2014)
- Miglior musical
- Nomination Miglior libretto di un musical di Broadway o dell'Off Broadway a Jeanine Tesori
- Nomination Miglior colonna sonora di un musical a Jeanine Tesori
- Nomination Miglior regia di un musical a Sam Gold
- Nomination Miglior attore in un musical a Michael Cerveris
- Nomination Miglior attrice non protagonista in un musical a Judy Kuhn
- Nomination Miglior attrice non protagonista in un musical a Sydney Lucas

Drama League Award (2014)
- Nomination Miglior produzione di un musical a Broadway o nell'Off Broadway
- Nomination Miglior performance a Michael Cerveris
- Nomination Miglior performance a Sydney Lucas

Obie Award (2014)
- Miglior musical a Jeanine Tesori, Lisa Kron e Sam Gold
- Miglior performance a Sydney Lucas

Drama Desk Award (2014)
- Nomination Miglior musical
- Nomination Miglior attrice non protagonista a Sydney Lucas
- Nomination Miglior regia a Sam Gold
- Nomination Miglior colonna sonora a Jeanine Tesori
- Nomination Miglior libretto a Lisa Kron
- Nomination Migliori versi a Lisa Kron
- Nomination Migliori orchestrazioni a John Clancy
- Nomination Miglior sound design di un musical a Kai Harada

Lucille Lortel Awards (2014)
- Miglior Musical
- Nomination Miglior Regia a Sam Gold
- Nomination Migliori Coreografie a Danny Mefford
- Miglior attore protagonista in un musical a Michael Cerveris
- Nomination Miglior attrice protagonista in un musical a Sydney Lucas
- Nomination Miglior attrice protagonista in un musical a Alexandra Socha
- Nomination Miglior attrice non protagonista in un musical a Judy Kuhn
- Nomination Miglior attore non protagonista in un musical a Noah Hinsdale
- Nomination Miglior Lighting Design a Ben Stanton

Off Broadway Alliance Award (2014)
- Miglior musical

Edward M. Kennedy Prize (2014)
- Nomination Miglior opera teatrale ispirata alla storia americana